# Enrico IV di Polonia
Enrico IV di Polonia, detto il Probo (1257 circa – Breslavia, 23 giugno 1290) fu duca di Slesia e granduca di Polonia.
Era figlio del duca di Slesia Enrico III († 1266) e di Giuditta di Masovia († dopo il 1257).

## Biografia
Ancora bambino alla morte prematura di suo padre nel 1266, Enrico IV fu posto sotto la tutela di suo zio paterno, l'arcivescovo Ladislao di Salisburgo. L'arcivescovo decise che i continui viaggi tra Breslavia e Salisburgo erano inappropriati per un bambino e, nel 1267, inviò Enrico a Praga per essere cresciuto alla corte del re Ottocaro II di Boemia. Ottocaro, dopo la morte di Ladislao nel 1270, subentrò anche a Breslavia.

### Erede del ducato

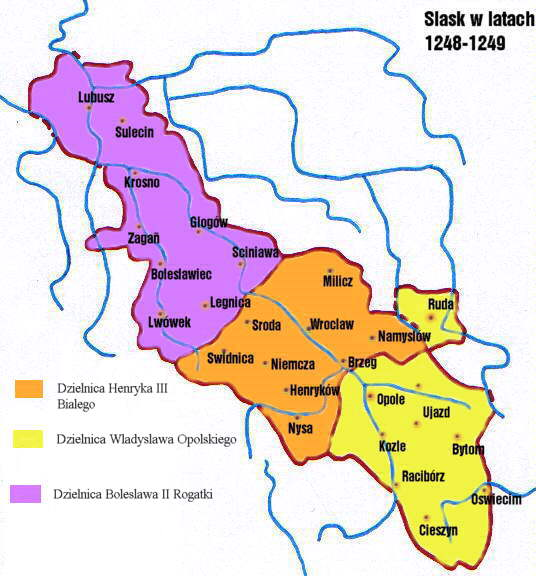
La regione della Slesia nel 1273, col Ducato di Breslavia, durante il regno di Enrico IV (in arancione).

Poco dopo la morte di suo zio (che lo lasciò come suo erede universale), Enrico IV tornò a Breslavia, dove si trovò sotto la diretta cura di uno dei più stretti consiglieri del suo defunto padre, Simon Gallicusa. Enrico IV ricevette un'attenta educazione, che potrebbe spiegare il suo successivo interesse per la cultura e la poesia (vi sono ragionevoli sospetti che il Duca abbia scritto alcune poesie nell'antico polacco). La collaborazione tra Enrico IV e il re Ottocaro II è stata esemplare. Nel 1271 Enrico IV partecipò a una spedizione armata contro l'Ungheria, che portò un attacco a Breslavia dai principi Árpád e dai loro alleati, i Duchi della Grande e Piccola Polonia.
Nel 1273 Enrico IV fu ufficialmente proclamato adulto e da solo assunse il governo del suo Ducato di Slesia di Breslavia, che tuttavia, dopo la divisione tra Opole, Legnica e Głogów comprendeva solo la parte orientale delle terre della Bassa Slesia. Cominciò a seguire una politica che era più indipendente dalla Boemia, anche per quanto riguardava le relazioni amichevoli con il cugino dell'Alta Slesia, Ladislao di Opole e anche con il duca Przemysł II della Grande Polonia.

### Il rapimento di Enrico IV
Enrico sostenne il re Ottocaro II nel suo feroce conflitto con re Rodolfo I di Germania nel 1276, dando cibo e rifugio alle truppe boeme. Quando Ottocaro fu posto sotto il divieto imperiale, il duca Boleslao II il Calvo di Legnica, colse l'occasione: il nipote Enrico fu catturato a Jelcz e imprigionato nel 1277.
Fortunatamente per Enrico IV, la reazione alla sua prigionia fu d'indignazione. Gli alleati polacchi di Ottocaro, il duca Enrico III di Głogów e il duca Przemysł II della Grande Polonia, tentarono di far rispettare la liberazione di Enrico IV. Tuttavia, il re boemo inviava solo appelli febbrili e richieste di rilascio. Gli alleati di Enrico IV furono sconfitti dal figlio del Duca Bolesław II, Enrico V il Grasso, nella sanguinosa Battaglia di Stolec (24 aprile 1277), dove furono catturati sia i duchi Przemysł II che Enrico III.
Enrico IV poté ottenere la sua libertà solo alla fine dell'anno, quando alla fine decise di capitolare dopo aver sentito la sconfitta del suo principale alleato, il re Ottocaro II, contro le truppe imperiali e ungheresi nella Battaglia di Marchfeld del 1278. Enrico IV fu costretto a dare a Boleslao II un terzo del suo ducato, comprese le città di Środa Śląska e Strzegom e costretto a dare in pegno a Krosno Odrzańskie, che aveva ottenuto dai Duchi di Głogów nel 1273-1274, per ottenere i soldi per il suo riscatto.

### La morte di Ottocaro II
Enrico non prese parte alla battaglia di Marchfeld, ma aveva inviato rinforzi al re Ottocaro II, la cui morte fu un duro colpo per il duca di Breslavia. Dopo aver ricevuto la notizia della morte di Ottocaro, Enrico IV andò a Praga e tentò di ottenere la tutela del figlio del re Venceslao II, come uno dei suoi parenti più stretti (la nonna paterna di Enrico IV era Anna di Boemia, una figlia del defunto re Ottacaro I) e alleato.
Tuttavia non ebbe successo a causa delle azioni del re Rodolfo I di Germania, che nella sua veste di re dei romani aveva dato la reggenza sulla Boemia al margravio ascanico Otto V, margravio di Brandeburgo-Salzwedel. Come risarcimento, il re tedesco diede a Enrico IV la contea boema di Kladsko come feudo.

### I tentativi per diventare re
Alla morte del suo alleato boemo, Enrico IV si riconcilia con il re Rodolfo I e nel 1280 si recò alla sua corte austriaca a Vienna, dove Enrico cercò di ottenere per sé la corona reale polacca. Alcuni storici credevano che il Duca di Breslavia avesse colto l'occasione del suo omaggio a re Rodolfo I per esporgli la possibilità di diventare Re di Polonia. A quel tempo, fece anche un'alleanza con il duca Ladislao di Opole, che promise di aiutare Enrico IV a condizione che sua figlia (forse chiamata Costanza), che aveva recentemente sposato Enrico IV, fosse incoronata con lui come regina polacca se avesse voluto ottenere l'investitura reale.
La relazione di Enrico IV con i suoi parenti Slesiani in generale non era buona. Nel 1280 subì nuovamente l'invasione del duca Enrico V il Grasso di Legnica, che fu sostenuto dal margraviato di Brandeburgo, che riuscì a resistere con insolita difficoltà.
Per normalizzare la situazione a febbraio del successivo anno, Enrico IV organizzò un incontro a Sądowel, un villaggio situato nel Ducato di Breslavia, allo scopo di trovare modi di cooperazione reciproca tra i duchi di Slesia. Enrico IV, tuttavia, ebbe altri piani: immediatamente catturò il suo nemico di lunga data, il Duca Enrico V il Grasso di Legnica, così come i suoi stessi alleati, i Duchi Enrico III di Głogów e Przemysł II della Grande Polonia, al fine di ottenere concessioni da loro.
Przemysł II fu costretto a dare la strategica terra di Wieluń (conosciuta anche come Ruda) e a riconoscere la sovranità di Enrico IV, rendendogli omaggio. Negli anni successivi, la buona politica di Enrico IV si rifletteva nella sottomissione volontaria dei duchi di Slesia Przemko di Ścinawa e Bolko I di Opole; la riunificazione della Slesia sembrava a portata di mano.
Tuttavia, non tutti i duchi della Slesia accettarono la sua autorità: Duchi Bolko I il Rigoroso, Corrado II il Gobbo e tre dei quattro figli di Ladislao di Opole: Casimiro di Bytom, Mieszko I di Cieszyn e Premislao (Przemysław) di Racibórz erano completamente contro la politica di Enrico. Con i duchi di Opole la situazione era più delicata: nel 1287, Enrico IV ottenne l'annullamento del suo matrimonio con la sorella, che fu rimandata in patria. Il quarto dei figli di Władysław, Bolko I, rimase fedele alla politica di Enrico IV.
Il primo tentativo di Enrico IV di prendere il Ducato di Cracovia fu durante il 1280-1281, come risposta all'invasione che il duca polacco Leszek II il Nero aveva fatto prima contro Breslavia. Tuttavia, questo viaggio si è concluso senza successo.

### Il conflitto col vescovo di Cracovia
Negli anni 1282-1287 Enrico IV fu coinvolto in una disputa di lunga durata con il vescovo di Breslavia Tommaso II Zaremba. La prima fase del conflitto fu già annotata negli anni 1274-1276, conclusa con un arbitrato che non aveva soddisfatto di nessuna delle parti. Le dispute scoppiarono di nuovo nel 1282; questa volta, il conflitto fu per le terre e le proprietà sequestrate dalla chiesa in un periodo difficile successivo alla Battaglia di Legnica e per la violazione dell'immunità della gerarchia della Chiesa nei trattati.
All'inizio del 1282 il Vescovo inviò la propria denuncia al legato pontificio Filippo di Ferno, che avrebbe dovuto affrontare la risoluzione della disputa. La sua decisione era favorevole alla gerarchia della Chiesa e Enrico IV fece appello. Nel 1283 Enrico IV organizzò una grande convenzione episcopale a Nysa, la cui principale attrazione era il torneo di un cavaliere. Tuttavia, le tensioni continuarono e Tommaso II, usando il sostegno del Legato pontificio, e volendo spezzare la ribellione di Enrico IV, lo scomunicò con l'intero ducato nel marzo 1284. Tuttavia, il Duca di Breslavia rifiutò di sottomettersi alla volontà del Vescovo. e nello stesso anno fece appello a papa Martino IV. Ben presto divenne chiaro che non poteva aspettarsi un messaggio positivo da Roma. Nonostante gli sforzi di Tommaso II di subordinare il clero locale sotto il suo governo, diversi ordini religiosi rimasero fedeli a Enrico IV, tra gli altri, i francescani. Il conflitto continuò, anche dopo i tentativi infruttuosi di mediazione dell'Arcivescovo di Gniezno, Jakub Świnka.
Nel 1285 Enrico IV approfittò del suo potere sul clero e confiscò alcune terre che appartenevano al vescovato, Ducato di Nysa-Otmuchów. L'umiliato vescovo Thomas II fu costretto ad emigrare nel Ducato di Racibórz. L'ultimo atto della disputa ebbe luogo nel 1287 quando Enrico IV entrò a Racibórz. Tommaso II non fu più in grado di fuggire e alla fine decise di sottomettersi al Duca di Breslavia. Ma Enrico IV fu generoso nel suo trionfo: recuperò le ricche terre ottenute in precedenza dal Vescovado e fondò anche una Kolegiata consacrata alla Santa Croce.
Nel frattempo, nella politica estera Enrico IV continuava a cercare di ottenere la subordinazione degli altri Duchi di Slesia, che indirettamente potevano portargli la Corona Reale. Nel 1284 usò il tradimento della famiglia nobile della Grande Polonia di Zaremba (la famiglia di Tommaso II) come pretesto per controllare la città di Kalisz. Ben presto divenne chiaro che i Duchi della Grande Polonia non accettarono mai questa perdita, quindi dopo alcune discussioni, Kalisz fu scambiata con la città di Ołobok dal Duca Przemysł II.

### L'elevazione a Granduca

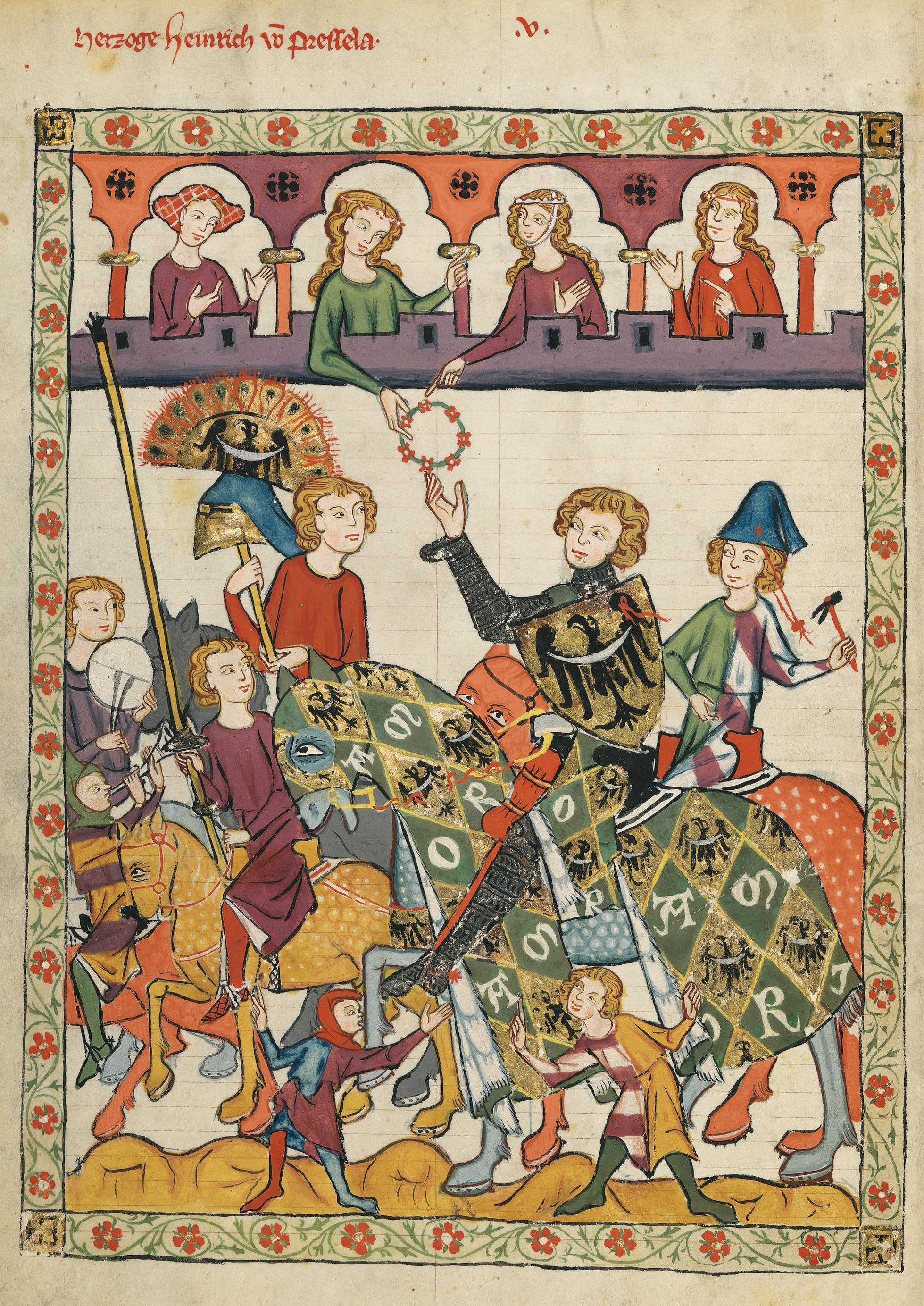
Enrico IV nel Codex Manesse

Il 30 settembre 1288 morirono Leszek II il Nero, Duca di Sieradz e Granduca di Polonia. Questo evento diede l'occasione ad Enrico IV di realizzare i suoi ambiziosi piani per ottenere Cracovia e il titolo di Gran Duca. Con questo scopo, iniziò a trovare alleati adatti dal 1287, quando si riconciliò con Przemysł II, restituendogli Wieluń. Secondo il professore e storico Oswald Balzer, poco prima iniziarono i preparativi per la prima coalizione dei duchi di Piast formata da Leszek II il nero, Enrico IV, Przemysł II e Enrico III di Głogów, che aveva l'intenzione di ottenere l'unificazione della Polonia. Nonostante la veridicità di questa teoria, dopo aver ricevuto la notizia della morte di Leszek II, Enrico IV era pronto all'azione.
I principali contendenti di Enrico IV per il trono di Cracovia furono il fratellastro di Leszek II, Ladislao I di Polonia e il Duca Boleslao II di Płock, che contava sul sostegno della nobiltà della Piccola Polonia. Tuttavia, il Duca di Płock non riuscì a ottenere il sostegno decisivo del Castellan Sulk l'Orso (Sułk z Niedźwiedzia), che era il governatore della città. Il 26 febbraio 1289 la sanguinosa battaglia di Siewierz ebbe luogo tra le truppe dei duchi di Płock e Cuiavia e le truppe di Enrico IV, sostenute dal re Rodolfo I e dai duchi di Opole, Głogów e Ścinawa (Steinau). La battaglia si concluse con una vittoria per la coalizione Masovia-Cuiavia; da due degli alleati di Enrico IV, il Duca Przemko di Ścinawa fu ucciso nella battaglia, e il Duca Bolko I di Opole fu gravemente ferito e catturato da Ladislao I di Polonia.
Nonostante questo successo, il duca Boleslao II di Płock inaspettatamente si dimise, lasciando tutta l'eredità di Cracovia a Ladislao I. Mentre la guerra diventava favorevole a lui, Ladislao, con l'aiuto del vescovo di Cracovia, Paolo di Półkozic (che fu poi imprigionato dopo essersi ribellato contro di lui) riuscì ad assediare e catturare il castello di Wawel e costrinse le truppe della Slesia a ritirarsi a Skała .
Tuttavia, Enrico IV raggruppò le sue forze e marciò contro Cracovia di persona alla testa del suo esercito nell'agosto del 1289. Grazie al tradimento dei cittadini di Cracovia e all'aiuto dei Francescani (che lo avevano persino nascosto nel loro monastero), Enrico IV prese la città e fu riconosciuto come Granduca. Nonostante la sua vittoria, Enrico IV decise di rimanere a Sandomierz.
Durante il suo regno, Henry riuscì a rafforzare il potere centrale in tutto il suo ducato, oltre a migliorare la sua economia. Ha sostenuto il progresso delle miniere e delle città, molte delle quali ricevettero la legge delle città tedesche e vari privilegi. Era anche un uomo istruito, parlava fluentemente diverse lingue e sosteneva attivamente la cultura della corte occidentale e l'ethos cavalleresco. Henry stesso era un poeta di talento; due dei suoi poemi furono registrati nel Codex Manesse.

## Cause della morte e complotti
Enrico IV morì improvvisamente nel 1290, a non più di trentadue anni. I dettagli della sua morte, forniti dal cronista Ottocaro della Stiria, sono considerati da alcuni storici molto affidabili e da altri dubbiosi. L'anno della sua morte è ampiamente accettato, e la conferma può essere trovata in numerose fonti. Tuttavia, il giorno esatto è stato variamente dato dalle fonti. Uno, il più supportato dal gran numero di fonti e dato dalla Chiesa di San Giovanni Battista, era il 23 giugno. Vi sono tuttavia altre proposte: il 24 giugno, il 22 luglio e persino ad aprile.

### Avvelenamento

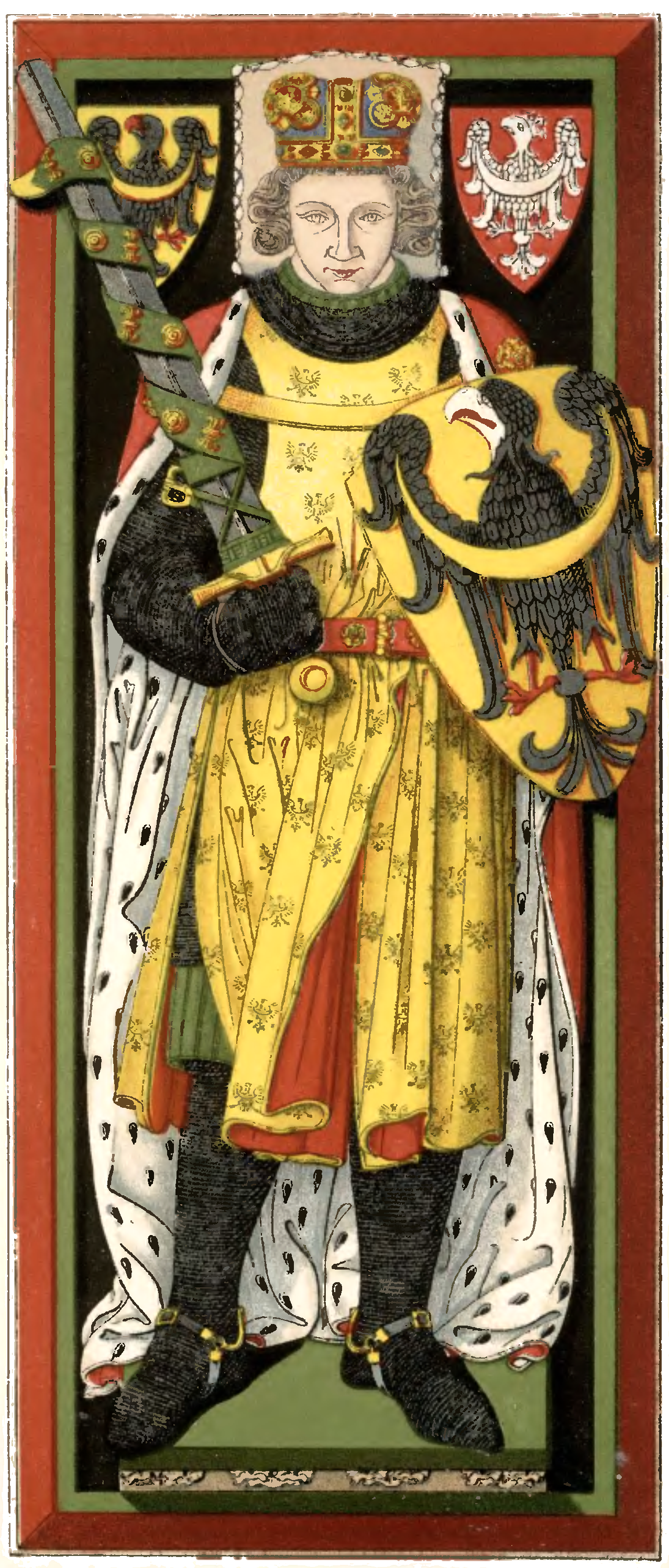
L'effige della tomba di Enrico IV a Breslavia. L'immagine era un tentativo di ricostruire la policromia medievale.

Circa la vera causa della morte di Enrico IV, ci sono diverse fonti indipendenti: queste sono le tombe dei Duchi di Slesia, la Cronaca di Jan Długosz, e successivi cronisti, come la Cronaca boema di Pulkawy e la Cronaca di Ottokar di Stiria.
Secondo Ottokar di Stiria, che sembra essere il più preciso nei dettagli, Enrico IV aspirò al titolo del Re di Polonia, chiedendo al Papa il permesso per l'incoronazione. Le trattative andarono a buon fine e mandò a Roma 12.000 grzywnas  in regalo al Papa. Ma quando l'inviato giunse in Italia, fu notato che 400 furono rubati durante il viaggio, e il Papa, infuriato, annullò tutti i negoziati con Enrico IV. Sebbene il malversatore fosse riuscito a sfuggire alla furia papale e alla giustizia del doge di Venezia, è noto che Enrico IV volesse punirlo. Per evitare l'imminente vendetta del Duca si decise di sbarazzarsi di lui: un falso avvocato (fratello di uno dei medici del Duca) fu impiegato alla corte di Breslavia e avvelenò lentamente Enrico IV. Mentre un altro dottore, chiamato Guncelin, riconoscendo i sintomi dell'avvelenamento, fu in grado di salvare il Duca da una morte imminente, provocando gravi vomiti e purificando il corpo; ma l'assassino non fu scoperto, e questa volta mise il veleno nel coltello usato da Enrico IV per tagliare il suo pane. Il veleno fu finalmente scoperto, ma era troppo tardi per salvare il Duca. Enrico IV morì seguendo la fede cattolica, decidendo di non processare o punire i suoi assassini.
Questa è una lunga storia della morte del Duca e solo alcuni elementi sono confermati da altre fonti. Ottokar della Stiria ha raccontato la storia con molti dettagli in accordo con quello fornito dalla Kronika Zbrasławska. Altre fonti hanno riferito che un cappellano di nome Aleksy, in quanto vice del re Venceslao II di Boemia, avesse tradito gli interessi di Enrico IV e avesse cercato di dare la corona al "Re di Kalisz" Przemysł II. In questa storia è stato anche menzionato il furto dell'inviato a Roma, solo l'epilogo è stato un po' 'diverso: qui il ladro è stato ucciso dai suoi stessi servitori per le strade di Roma.

### Gli assassini
Seguendo la versione di Ottokar della Stiria, le uniche due persone che potevano essere identificate come fratelli erano John (che era un consigliere del ducato e un avvocato) e Jakob (noto come Magister, quindi probabilmente un medico), figli di una Goćwina, che era un medico nel tribunale di Enrico III il Bianco. Si presume che abbiano agito per conto di Enrico V il Grasso, che voleva ottenere Cracovia e con questo il titolo di Granduca, ma non esiste una prova a sostegno di ciò. Ma non esisterebbe altra persona che poter approfittare della morte di Enrico IV.

### Il testamento di Enrico IV
Secondo i cronisti, il morente Enrico IV lasciò due documenti. Uno alla chiesa di Breslavia (che concedeva le autorizzazioni desiderate, al vescovo, per ottenere la piena sovranità sul ducato di Nysa-Otmuchów) e altri politici (che regolavano la questione della sua eredità). Sotto questa volontà, lasciò in eredità il ducato di Breslavia al duca Enrico III di Głogów, e Cracovia - con il titolo di Granduca - a Przemysł II. In caso di morte di uno dei principi, l'altro avrebbe potuto impadronirsi dei suoi feudi, che prevedono ulteriori accordi secondo le consuetudini. Molti storici, tuttavia, credono nell'esistenza di un terzo documento. Se fosse vero, questo sarebbe un passo verso la riunificazione della Polonia, e Enrico IV, che fu denigrato in particolare nella letteratura precedente, fu davvero un promotore consapevole degli interessi della Polonia e un vero patriota (a parte i meriti di sensibilizzare dei problemi della diversità etnica e linguistica nel Medioevo). Solo il testamento della Chiesa (che non contò con il ritorno di Kłodzko al re Venceslao II di Boemia come scusa per mescolarsi negli affari della Slesia) fu pienamente attuato. Enrico IV fu sepolto nella Kolegiata della Santa Croce e San Bartolomeo a Wroclaw, da lui fondata.
Enrico V il Grasso poté prendere Breslavia con il sostegno del re Venceslao II di Boemia, dopo che la nobiltà locale rifiutò di accettare il regno di Enrico III di Głogów. Lo stesso Venceslao II ottenne il Ducato di Cracovia, ma il Duca Przemysł II conservò il titolo di Gran Duca. Durante la seconda guerra mondiale, gli antropologi tedeschi volevano dimostrare il "carattere germanico" di Enrico IV. A tal fine, i suoi resti furono riesumati e sottoposti a test. Sfortunatamente, furono persi durante la guerra. Il sarcofago è ora nel Museo Nazionale di Breslavia.

## Matrimoni
Enrico IV si sposò due volte:
- nel 1278 con Costanza († 1351), una delle figlie di Ladislao di Opole, che verso il 1286 egli ripudiò per cause ignote
- nel 1287 con Metchilde († ~ 1290/98), figlia del margravio Otto di Brandeburgo

Da entrambe le mogli non ebbe figli.

## Ascendenza
|                      |                        |                         | Genitori               |  |  | Nonni |  |  | Bisnonni            |  |  | Trisnonni         |  |
|                      |                        |                         |                        |  |  |       |  |  | Enrico I il Barbuto |  |  | Boleslao I l'Alto |  |
|                      |                        |                         |                        |  |  |       |  |  | Enrico I il Barbuto |  |  | Boleslao I l'Alto |  |
|                      |                        | Cristina di Slesia      |                        |  |  |       |  |  | Enrico I il Barbuto |  |  |                   |  |
| Enrico II il Pio     |                        |                         |                        |  |  |       |  |  | Enrico I il Barbuto |  |  |                   |  |
|                      |                        | Edvige di Andechs       | Bertoldo IV d'Andechs  |  |  |       |  |  |                     |  |  |                   |  |
|                      |                        | Edvige di Andechs       | Bertoldo IV d'Andechs  |  |  |       |  |  |                     |  |  |                   |  |
|                      |                        | Edvige di Andechs       | Agnese di Rochlitz     |  |  |       |  |  |                     |  |  |                   |  |
| Enrico III di Slesia |                        | Edvige di Andechs       |                        |  |  |       |  |  |                     |  |  |                   |  |
|                      |                        | Ottocaro I di Boemia    | Vladislao II di Boemia |  |  |       |  |  |                     |  |  |                   |  |
|                      |                        | Ottocaro I di Boemia    | Vladislao II di Boemia |  |  |       |  |  |                     |  |  |                   |  |
|                      |                        | Ottocaro I di Boemia    | Giuditta di Turingia   |  |  |       |  |  |                     |  |  |                   |  |
| Anna di Boemia       |                        | Ottocaro I di Boemia    |                        |  |  |       |  |  |                     |  |  |                   |  |
|                      |                        | Costanza d'Ungheria     | Béla III d'Ungheria    |  |  |       |  |  |                     |  |  |                   |  |
|                      |                        | Costanza d'Ungheria     | Béla III d'Ungheria    |  |  |       |  |  |                     |  |  |                   |  |
|                      |                        | Costanza d'Ungheria     | Agnese d'Antiochia     |  |  |       |  |  |                     |  |  |                   |  |
| Enrico IV di Polonia |                        | Costanza d'Ungheria     |                        |  |  |       |  |  |                     |  |  |                   |  |
|                      | Casimiro II di Polonia | Boleslao III di Polonia |                        |  |  |       |  |  |                     |  |  |                   |  |
|                      | Casimiro II di Polonia | Boleslao III di Polonia |                        |  |  |       |  |  |                     |  |  |                   |  |
|                      | Casimiro II di Polonia | Salomea di Berg         |                        |  |  |       |  |  |                     |  |  |                   |  |
| Corrado I di Polonia | Casimiro II di Polonia |                         |                        |  |  |       |  |  |                     |  |  |                   |  |
|                      |                        | Elena di Znojmo         | Corrado II di Znojmo   |  |  |       |  |  |                     |  |  |                   |  |
|                      |                        | Elena di Znojmo         | Corrado II di Znojmo   |  |  |       |  |  |                     |  |  |                   |  |
|                      |                        | Elena di Znojmo         | Maria di Serbia        |  |  |       |  |  |                     |  |  |                   |  |
| Giuditta di Masovia  |                        | Elena di Znojmo         |                        |  |  |       |  |  |                     |  |  |                   |  |
|                      |                        | Svjatoslav III Igorevič | Igor' Svjatoslavič     |  |  |       |  |  |                     |  |  |                   |  |
|                      |                        | Svjatoslav III Igorevič | Igor' Svjatoslavič     |  |  |       |  |  |                     |  |  |                   |  |
|                      |                        | Svjatoslav III Igorevič | Evrosinia Yaroslavna   |  |  |       |  |  |                     |  |  |                   |  |
| Agafia di Rus        |                        | Svjatoslav III Igorevič |                        |  |  |       |  |  |                     |  |  |                   |  |
|                      |                        | Jaroslava Rurikovna     | Rurik Rostislavič      |  |  |       |  |  |                     |  |  |                   |  |
|                      |                        | Jaroslava Rurikovna     | Rurik Rostislavič      |  |  |       |  |  |                     |  |  |                   |  |
|                      |                        | Jaroslava Rurikovna     | Anna di Turov          |  |  |       |  |  |                     |  |  |                   |  |
|                      |                        | Jaroslava Rurikovna     |                        |  |  |       |  |  |                     |  |  |                   |  |